# Werner Matthias Dornscheidt
Werner Matthias Dornscheidt (* 10. April 1954 in Düsseldorf) war vom 1. Januar 2004 bis 4. Dezember 2019 Vorsitzender der Geschäftsführung der Messe Düsseldorf GmbH. In den Jahren 1999 bis 2003 war er Vorsitzender der Geschäftsführung der Leipziger Messe GmbH.

## Leben
Dornscheidt wurde 1954 in Düsseldorf geboren. Nach einer Ausbildung zum Hotelkaufmann und Diplom-Betriebswirt begann er seine Laufbahn 1979 als Referent im Zentralbereich Auslandsmessen der Düsseldorfer Messegesellschaft und war ab 1990 für alle Auslandsveranstaltungen des Unternehmens verantwortlich. 1999 wechselte er als Messechef nach Leipzig, bevor er ab 2004 die Geschäftsführung der Messe Düsseldorf GmbH antrat. Unter seiner Leitung entwickelte sich das Unternehmen zur führenden Messegesellschaft in der Entwicklung und Ausrichtung von Investitionsgütermessen.
Werner M. Dornscheidt ist Vorstandsmitglied der Messe Brünn BVV, Vorstandsmitglied des Ausstellungs- und Messe-Ausschusses (AUMA) sowie Mitglied des UFI Steering Committee (UFI – Union des Foires Internationales). Er gehört außerdem dem Beirat Rheinland der Dresdner Bank AG an.
Darüber hinaus wurde Dornscheidt im Jahr 2006 zum Honorarkonsul der Vereinigten Mexikanischen Staaten ernannt.
Er ist verheiratet und hat zwei Söhne.

## Soziales und gesellschaftliches Engagement
Seit 1999 unterstützt Dornscheidt als Kuratoriumsmitglied der Stiftung Deutsche Sporthilfe junge Athleten in ideeller und materieller Weise. Er ist außerdem Vorsitzender des Vorstands der Förderer des Fachbereichs Wirtschaft der Hochschule Düsseldorf, Vorstandsmitglied des Vereins Pro Düsseldorf e.V., Mitglied des Heimatvereins Düsseldorfer Jonges e.V., Kuratoriumsmitglied der Sportstiftung NRW, Mitglied des Aufsichtsrats der sportAgentur Düsseldorf sowie Beiratsmitglied der Klüh-Stiftung zur Förderung der Innovation in Wissenschaft und Forschung.

## Ehrungen und Mitgliedschaften
- 2000–2003 Honorarkonsul von Finnland
- 2001–2003 Stellvertretender Vorsitzender der IDFA (Interessengemeinschaft Deutscher Fachmessen und Ausstellungsstädte)
- 2006 Honorarkonsul der Vereinigten Mexikanischen Staaten[2]
- 2009 Verdienstkreuz am Bande des Verdienstordens der Bundesrepublik Deutschland[3]
- 2009 Sächsischer Verdienstorden[4]
- 2009 1. Stellvertretender Vorsitzender der AUMA (Ausstellungs- und Messe-Ausschuss)[5]